# Google Meet
Google Meet (ehemals Hangouts Meet) ist ein Videokonferenz- und Instant-Messaging-Dienst des US-amerikanischen Unternehmens Google. Google Meet und Google Chat ersetzen Google Hangouts seit dem 22. März 2022.

## Geschichte
Nachdem im Februar 2017 eine iOS-App nur auf Einladung und in aller Stille veröffentlicht worden war, startete Google Meet offiziell im März 2017. Der Dienst wurde als eine Videokonferenz-App für bis zu 30 Teilnehmer vorgestellt, die als unternehmensfreundliche Version von Hangouts beschrieben wurde. Zum Start verfügte er über eine Webanwendung sowie über Apps für die mobilen Plattformen Android und iOS.
Am 29. April 2020 kündigte Google an, Google Meet allen Nutzern ab Mai kostenlos zur Verfügung zu stellen.
In der kostenlosen Version sollten Videokonferenzen ab September 2020 auf eine Länge von 60 Minuten begrenzt werden – in der Annahme, dass die aufgrund der Coronavirus-Pandemie gestiegene Notwendigkeit von Videobesprechungen dann gesunken sein werde.
Von Januar bis April 2020 gab es einen Anstieg in der täglichen Nutzung von Meet um ein Dreißigfaches. Im März fanden jeden Tag drei Milliarden Minuten an Videokonferenzen über Meet statt und kamen drei Millionen neue Nutzer täglich hinzu. Ende April überschritt die Anzahl von täglichen Videokonferenz-Teilnehmern die 100-Millionen-Marke.

## Merkmale
Zu den Funktionen gehören:
- Bis zu 16 Teilnehmer pro Aufruf mit Bild[5] und bis zu 100 Teilnehmer ohne Bild für Benutzer der kostenlosen Version, bis zu 150 für Benutzer der G Suite Business und bis zu 250 für Benutzer der G Suite Enterprise[6]
- Möglichkeit, an Meetings über das Web oder über die Android- oder iOS-App teilzunehmen
- Möglichkeit, mit einer Einwahlnummer in Besprechungen anzurufen
- Passwortgeschützte Einwahlnummern für Benutzer der G Suite Enterprise Edition
- Integration mit Google Calendar für Besprechungsanrufe mit einem Mausklick
- Screen-Sharing zur Präsentation von Dokumenten, Tabellenkalkulationen oder Präsentationen
- Verschlüsselte Anrufe zwischen allen Benutzern
- KI-generierte Untertitelung in Echtzeit

Während Google Meet die oben genannten Funktionen einführte, um die ursprüngliche Hangouts-Anwendung zu aktualisieren, wurden einige Standardfunktionen von Hangouts überarbeitet, darunter die gleichzeitige Anzeige der Teilnehmer und des Chats.
Google Meet ist eine standardbasierte Videokonferenzanwendung, die proprietäre Protokolle für die Video-, Audio- und Datentranskodierung verwendet. Google ist eine Partnerschaft mit Pexip eingegangen, um die Interoperabilität zwischen dem Google-Protokoll und den standardbasierten SIP/H.323-Protokollen zu gewährleisten und die Kommunikation zwischen Meet und anderen Videokonferenzgeräten und -software zu ermöglichen.